# Liga Sudeste de Futsal
A Liga Sudeste de Futsal cujo nome oficial é Liga Sudeste, é a principal competição de futsal entre clubes profissionais da Região Sudeste, organizada pela Confederação Brasileira de Futsal (CBFS). É disputada por quatro equipes das federações: Capixaba, Mineira, Fluminense  e Paulista
A formula do torneio consiste, em um turno único, onde todos jogam entre si para definir o campeão.
A primeira edição ocorreu na cidade de Teresópolis, Rio de Janeiro no ano de 2005, com a ADC Intelli, de São Paulo, conquistando o título ao término do campeonato. O ganhador, se qualifica para jogar a Superliga de Futsal.

## Edições[1]
| Ano           | Sede          |               | Campeão                  | Vice-campeão     |
| 2005 Detalhes | Teresópolis   | ADC Intelli   | Santa Fé                 |                  |
| 2006 Detalhes | Uberlândia    | Santa Fé      | Minas                    |                  |
| 2007 Detalhes | Garça         | RCG/Garça     | Praia Clube              |                  |
| 2008 Detalhes | Vitória       | Não disputado | Não disputado            |                  |
| 2009 Detalhes | Uberlândia    | Minas         | Clube São João/Palmeiras |                  |
| 2010 Detalhes | Uberlândia    | Minas         | Praia Clube              |                  |
| 2011 Detalhes | Montes Claros | Wimpro        | Minas                    |                  |
| 2012 Detalhes | Vitória       | AABB          | Macaé Sports             |                  |
| 2013 Detalhes | São Paulo     | AABB          | ADDP/Cabo Frio           |                  |
| 2015 Detalhes | Teófilo Otoni |               | Grêmio Mogiano           | Esportiva Amigos |

### Títulos por equipe
| Clube                    | Títulos | Vices |
| ------------------------ | ------- | ----- |
| Minas                    | 2       | 2     |
| AABB                     | 2       | 0     |
| Santa Fé Futsal          | 1       | 1     |
| ADC Intelli              | 1       | 0     |
| RCG/Garça                | 1       | 0     |
| Wimpro                   | 1       | 0     |
| Grêmio Mogiano           | 1       | 0     |
| Praia Clube              | 0       | 2     |
| ADDP/Cabo Frio           | 0       | 1     |
| Clube São João/Palmeiras | 0       | 1     |
| Macaé Sports             | 0       | 1     |

### Títulos por Estado
| Estado         | Títulos | Vices |
| -------------- | ------- | ----- |
| São Paulo      | 7       | 2     |
| Minas Gerais   | 2       | 5     |
| Rio de Janeiro | 0       | 2     |
| Espírito Santo | 0       | 0     |